# Belém (Lissabon)
Belém [bɨˈlɐ̃j], portugiesisch für Bethlehem, ist ein am Tejo gelegener Stadtteil (freguesia) im Westen der portugiesischen Hauptstadt Lissabon. In der 3,45 km² großen Gemeinde wohnen 8546 Einwohner (Stand 30. Juni 2011).
Der Ort war bis 1885 selbständig, danach wurde er nach Lissabon eingemeindet. Da beim großen Erdbeben 1755, das die Innenstadt von Lissabon weitgehend zerstört hat, Belém kaum in Mitleidenschaft gezogen wurde, befinden sich hier viele bekannte Sehenswürdigkeiten der portugiesischen Hauptstadt, vor allem solche aus der Zeit vor dem Beben.
Am 7. Februar 1959 wurde der nördliche Teil als São Francisco Xavier zu einer eigenen Stadtgemeinde erhoben. Im Vorfeld der Kommunalreform am 29. September 2013 wurden die beiden Gemeinden wieder zusammengelegt.

## Sehenswürdigkeiten

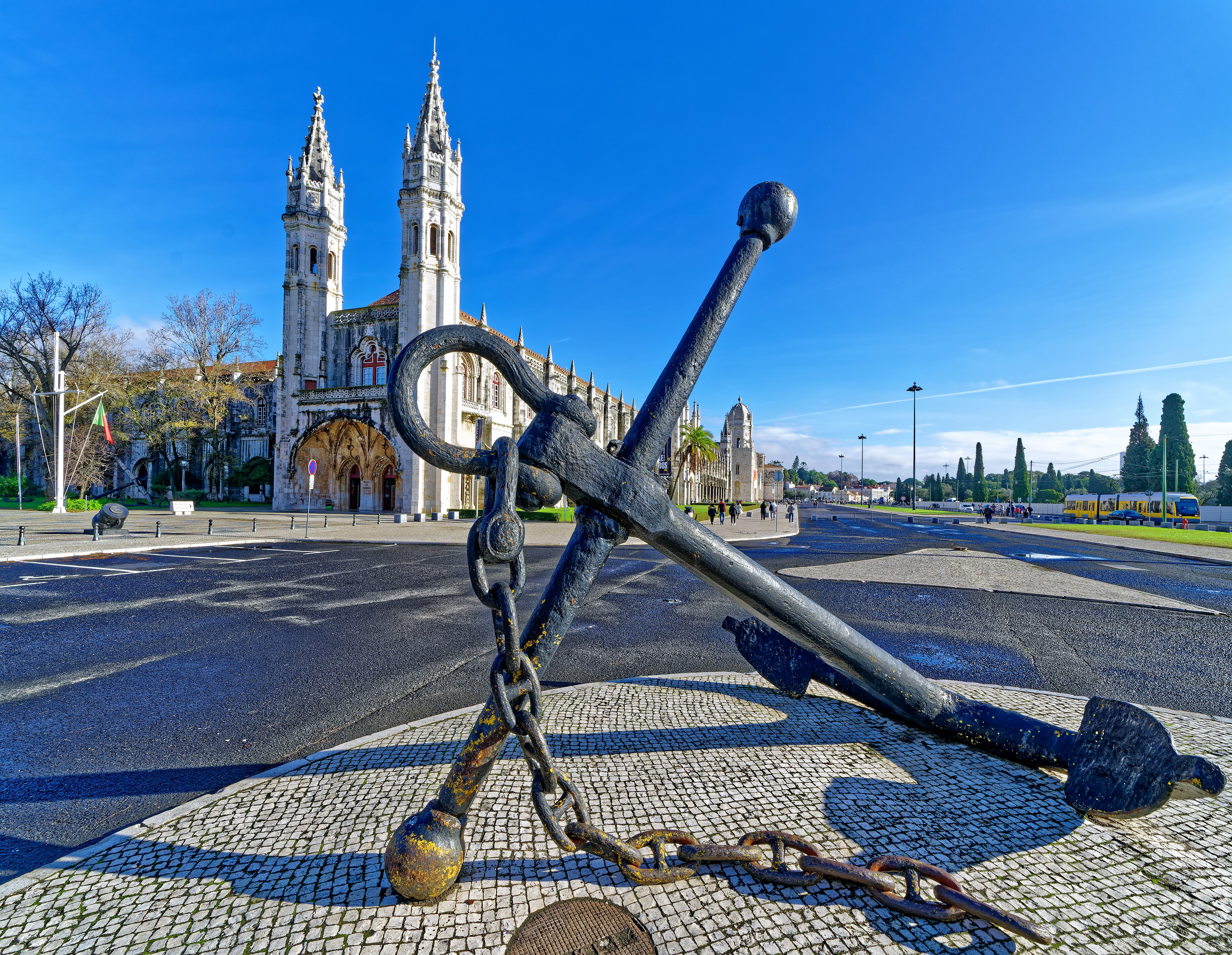
Hieronymitenkloster

In Belém befinden sich zahlreiche Sehenswürdigkeiten Lissabons, unter anderem:
- das Mosteiro dos Jerónimos (Hieronymitenkloster, Weltkulturerbe) mit der Klosterkirche Santa Maria und der Grablege des Hauses Avis (u. a. auch Grab von Vasco da Gama und Luís de Camões),
- der Torre de Belém (Weltkulturerbe),
- der Padrão dos Descobrimentos, das Denkmal für die portugiesischen Seefahrer und Entdecker
- das Centro Cultural de Belém,
- das Museu da Electricidade,
- das Museu de Marinha im Westflügel des Mosteiro dos Jerónimos sowie daran angrenzenden modernen Bauten,
- das Kutschenmuseum,
- die Pastelaria „Fábrica dos Pastéis de Belém“,
- die Hohe Schule der Reitkunst: Escola Portuguesa de Arte Equestre.
- Monumento aos Combatentes do Ultramar, Kriegerdenkmal

Der in Belém gelegene ehemalige Königspalast Palácio Nacional de Belém ist heute der offizielle Amtssitz des Präsidenten der Portugiesischen Republik. In Belém befand sich auch der Hafen Restelo, der traditionelle Hafen der portugiesischen Hauptstadt, von dem viele berühmte portugiesische Entdecker in See stachen.

## Verkehr

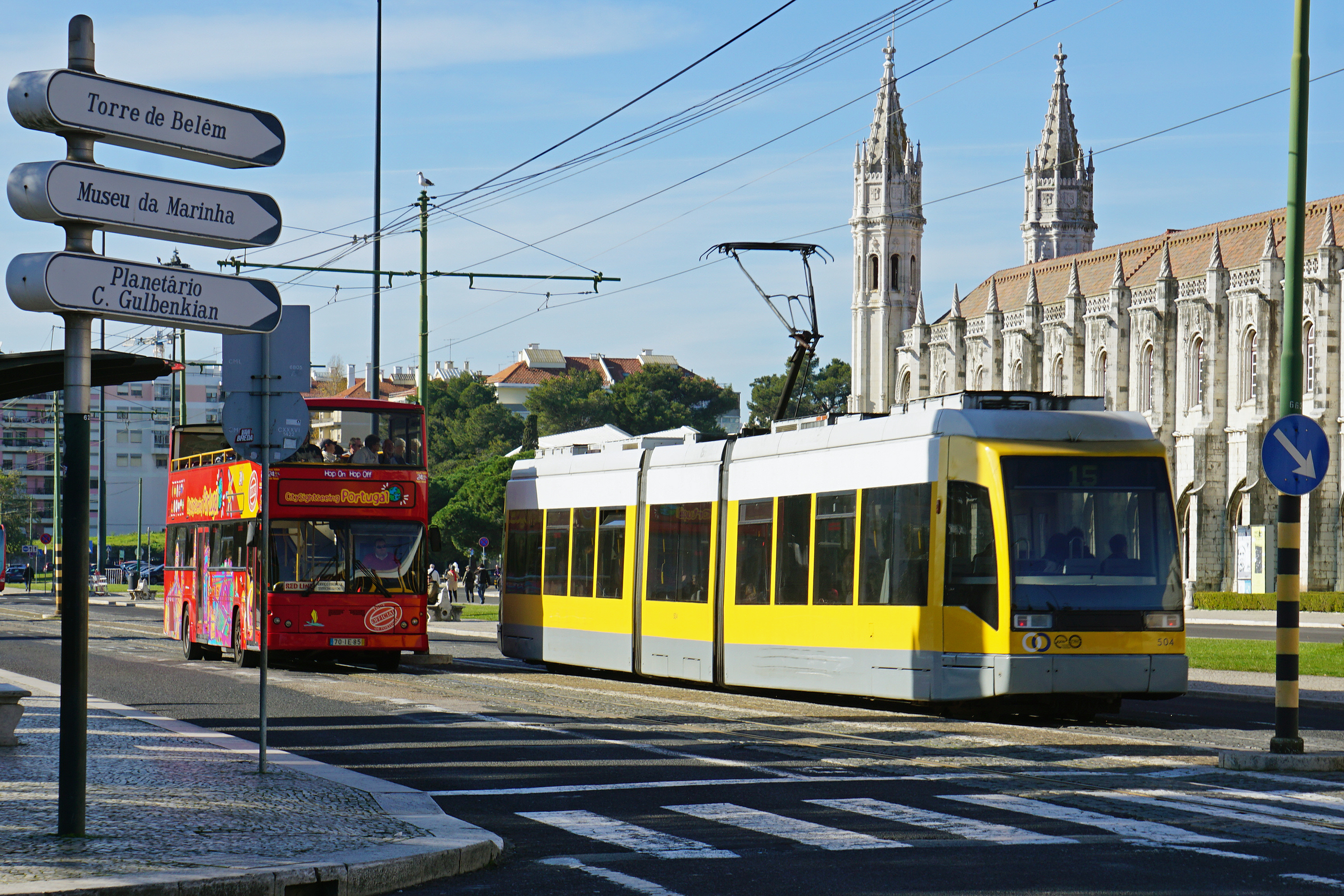
Straßenbahn der Linie 15 und Sightseeingbus vor dem Hieronymitenkloster

### Individualverkehr
Belém liegt an der Verkehrsachse Richtung Estoril. Im Straßenverkehr ist vor allem die Avenida de India, die Hauptverkehrsader Richtung Estoril und Cascais von Bedeutung. Zudem existiert nördlich Beléms ein Anschluss der Autoestrada A5.

### Öffentlicher Verkehr
Belém besitzt einen gleichnamigen Haltepunkt an der S-Bahn-ähnlichen Linha de Cascais, der im Zehnminutentakt von Vorortszügen der Relation Oeiras–Lissabon Cais do Sodré bedient wird. Pedrouços, ein weiterer Haltepunkt in der Nähe des Torre de Belém, wurde stillgelegt.
Ebenfalls von wesentlicher Bedeutung ist die Lissabonner Straßenbahn, deren Linie 15E (Praça do Comércio–Algés) durch den Stadtteil führt, genauso wie zahlreiche Buslinien der städtischen Carris-Verkehrsgesellschaft.

## Sport
In Belém befindet sich das Estádio do Restelo, das Heimstadion des Fußballvereins Belenenses Lissabon, der zurzeit in der höchsten portugiesischen Spielklasse, der Primeira Liga, spielt.